# Lampédo

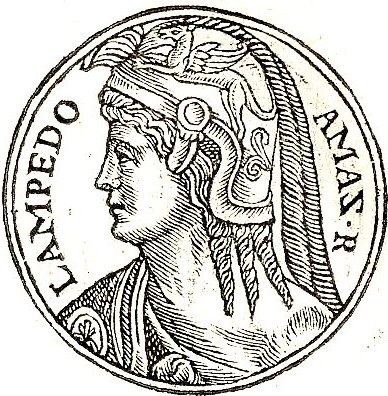
Lampedo, portrait issu du livre iconographique "Promptuarii Iconum Insigniorum" de Guillaume Rouillé

Lampédo (en grec ancien « torche enflammée »), nommée également Lampéto est une reine Amazone mentionnée dans l'historiographie latine.
Elle régna avec sa sœur Marpésia. Les sœurs se disaient filles de Mars afin de terrifier leurs ennemis. 
Son nom se réfère aux processions aux flambeaux se déroulant traditionnellement à la nouvelle lune en l'honneur d'Artémis, déesse de la chasse.

## Culture
- Boccace consacre un chapitre à Lampédo et à Marpésia dans son ouvrage De mulieribus claris (Sur les femmes célèbres) publié en 1374[3].
- Lampédo figure parmi les 1 038 femmes référencées dans l'œuvre d’art contemporain The Dinner Party (1979) de Judy Chicago. Son nom y est associé aux Amazones[4].